# Weißrochen
Der Weißrochen (Rajella lintea) ist eine Rochenart, die im nördlichen Atlantik von der Neufundlandbank über die Davisstraße und die Baffin Bay, Grönland und Island bis zur nördlichen Nordsee und der Barentssee  vorkommt.

## Merkmale
Der Weißrochen erreicht eine Länge von etwa 125 cm. Die Rückenseite ist einfarbig dunkel graubraun gefärbt, die Ränder von Brustflossen und Rückenflossen sind cremeweiß. Die Unterseite ist cremeweiß mit einigen bräunlichen Bereichen vor allem von den Brustflossenspitzen zu den Bauchflossen und an den hinteren Rändern der Bauchflossen. Zwei ovale bis bohnenförmige Flecke liegen an der Kloake. Die Körperscheibe ist rhombisch und breiter als lang. Die Ränder der Brustflossen sind gerade bis leicht konvex bei Jungtieren und Weibchen, mit gewellten Rändern bei ausgewachsenen Männchen. Die Spitzen der Brustflossen sind bei Jungtieren und Halbwüchsigen leicht abgerundet, bei ausgewachsenen Exemplaren enden sie spitz. Die „Schnauze“ endet spitz. Bei jungen Rochen bilden ihre Ränder einen Winkel von 90 bis 100° und bei ausgewachsenen Rochen beträgt der Winkel weniger als 90°. Der kräftige Schwanz ist im Querschnitt dreieckig. An seinem hinteren Ende befinden sich zwei kleine, dicht zusammen stehende Rückenflossen. Bei Jungrochen ist der Schwanz etwas länger als der Körper, bei größeren Individuen macht er etwa die Hälfte der Gesamtlänge aus. Fast die gesamte Oberseite der Fische und die Seiten des Schwanzes, sowie die beiden Rückenflossen sind rau, die Oberseite der Bauchflossen ist aber glatt. Die Unterseite von Rumpf, Flossen und Schwanz sind abgesehen von einigen Dentikeln nahe der Schnauzenspitze glatt.
Kleine Exemplare haben eine unregelmäßige Doppelreihe von etwa 10 kleinen Dornen auf der vorderen Hälfte des Rostrums, im Lauf des Wachstums nimmt die Zahl der Dornen zu und größere Individuen haben etwa 40 Dornen an dieser Stelle. Weitere Dornen finden sich in der Augenregion, im „Nacken“ und auf den „Schultern“. Eine Reihe von 39 bis 44 großen, dicht zusammen stehenden, scharfen und gebogenen Dornen verläuft über die Mitte von Rücken und Schwanz bis zur ersten Rückenflosse. Bei älteren Exemplaren sind diese Dornen mehr oder weniger abgenutzt oder gesplittert. Obwohl die Rückenflossen durch eine kleine Lücke voneinander getrennt sind, liegt dort kein Dorn. An den unteren Kanten des Schwanzes verläuft je eine weitere Reihe von 50 bis 60 Dornen. Ausgewachsene Männchen entwickeln größere Dornenfelder auf der Oberseite von Rumpf und Brustflossen und an den Rändern der Brustflossen. Die Zähne im Oberkiefer sind in 41 bis 50 Reihen angeordnet. Sie sind bei den Weibchen und jüngeren Männchen relativ stumpf, bei den Männchen länger mit scharfen Spitzen. Weißrochen haben 34 bis 35 monospondyle Rumpfwirbel und vor dem Beginn der ersten Rückenflosse 68 bis 72 diplospondyle, d. h., sie besitzen zwei Wirbelzentren, Schwanzwirbel. Die Brustflossen werden von 82 bis 84 Flossenstrahlen gestützt, bei den Bauchflossen sind es insgesamt 23 oder 25.

## Lebensweise
Der Weißrochen lebt auf verschiedenen Böden in Tiefen von 150 bis 650 Metern, im westlichen Atlantik auch bis in Tiefen von 1500 Metern, bei Wassertemperaturen von 3,3 bis 6 °C. Über seine Lebensweise ist kaum etwas bekannt. Er ernährt sich vor allem von bodenbewohnenden Wirbellosen, größere Exemplare fressen auch kleine Knochenfische. Die Rochen sind ovipar (eierlegend). Die hornigen Eikapseln sind rechteckig, sehr klein und etwa 10,5 mm lang und ca. 7,5 mm breit. An den Ecken befinden sich hornige Fäden. Da die Temperaturen im Lebensraum des Weißrochens sehr niedrig sind, dauert es Monate, möglicherweise auch ein Jahr bis zum Schlupf der Jungrochen.
Der Weißrochen lebt unterhalb der Tiefe, die in der Regel kommerziell befischt wird, wird nur gelegentlich als Beifang in der Grundfischerei gefangen und gilt als ungefährdet.

## Belege
1. 1 2 3  David A. Ebert & Matthias F. W. Stehmann: Sharks, Batoids and Chimaeras of the North Atlantic. FAO Species Catalogue for Fishery Purposes No. 7, ISSN 1020-8682, Seite 388–389.
2. ↑  Rajella lintea in der Roten Liste gefährdeter Arten der IUCN 2009. Eingestellt von: Kulka, D.W., Orlov, A. & Stenberg, C., 2006. Abgerufen am 27. Oktober 2020.